# غاز اورینوکو
غاز اورینوکو (نام علمی: Neochen jubata) نام یک گونه از سرده غازهای آند است.